# Earl's Court (metrostation)
Earl's Court is een station van de metro van Londen aan de District Line en aan de Piccadilly Line. Het metrostation, dat in 1871 is geopend, ligt in de wijk Earls Court. Het in 2017 gesloopte Earls Court Exhibition Centre lag vlak ten zuiden van het station.

## Geschiedenis

### District Railway
Op 12 april 1869 opende de District Railway(DR), de latere District Line, een enkelsporige verbinding tussen Gloucester Road en West Brompton aan de West London Extension Joint Railway (WLEJR), de latere West London Line. Hierdoor konden treinreizigers bij West Brompton overstappen op de metro, maar de lijn kende geen tussenstations. Op 3 juli 1871 werd dit aangevuld met een boog tussen West Brompton en High Street Kensington aan de Inner Circle, de latere Circle Line, evenmin met tussenstation.
Omwonenden in de buurt van Earl's Court dienden een petitie in waarop DR een eenvoudig houten station bouwde dat op 30 oktober 1871 werd geopend aan de oostkant van Earl's Court Road. Op 1 februari 1872 opende de DR aan de westkant van het station een boog naar de WLEJR die bij Addison Road, het latere Kensington (Olympia), eveneens aansluiting bood op het spoorwegnet. De sporen werden met de spoorlijn verbonden zodat naast een overstap op het spoorwegnet ook doorgaande diensten mogelijk werden. De Outer Circle dienst van de North Londen Railway, tussen Broad Street en Addison Road werd dan ook doorgetrokken tot Mansion House via de District Railway. Op 1 augustus 1872 kwam hier de Middle Circle bij die door de Metropolitan Railway werd onderhouden tussen Moorgate en Addisson Road. Ook deze dienst ging doorrijden tot Mansion House, destijds het oostelijke eindpunt van de DR, en werd gezamenlijk beheerd door de Hammersmith & City Railway en de DR. Doordat de verbindingsbogen tussen de spoorlijn aan de westkant en de Inner Circle aan de oostkant allemaal door Earl's Court liepen was het ongeplande station eind 1872 uitgegroeid tot het middelpunt van de District Railway. Op 9 september 1874 werd een vijfde tak, dit keer naar Hammersmith in het westen via West Kensington. Hiermee konden de metro's vanaf Earl's Court vijf verschillende routes nemen en de efficiënte werking van het station was van cruciaal belang voor het succes van de DR. Het station werd op 30 november 1875 door brand beschadigd en aan de overkant van de straat werd een nieuw groter station gebouwd dat op 1 februari 1878 werd geopend. De oorspronkelijke stationslocatie werd rond 1905 herontwikkeld tot winkels en een postkantoor.
Op 5 mei 1878 begon de Midland Railway met de Super Outer Circle tussen St Pancras en Earl's Court via Cricklewood en South Acton en daarmee in een ruime boog om de stad. De dienst was geen succes en eindigde op 30 september 1880.
Aan het begin van de 20e eeuw snoepte de concurrentie van bussen en de nieuwe elektrische trams steeds meer reizigers af van de DR die daarop besloot tot elektrificatie van haar lijnen over te gaan. Op 30 juni 1900 werd de Middle Circle dienst ten oosten van Earl's Court gestaakt, zodat Earl's Court het westelijke eindpunt van de Middle Circle werd. Op 31 januari 1905 werd Addison Road het eindpunt.

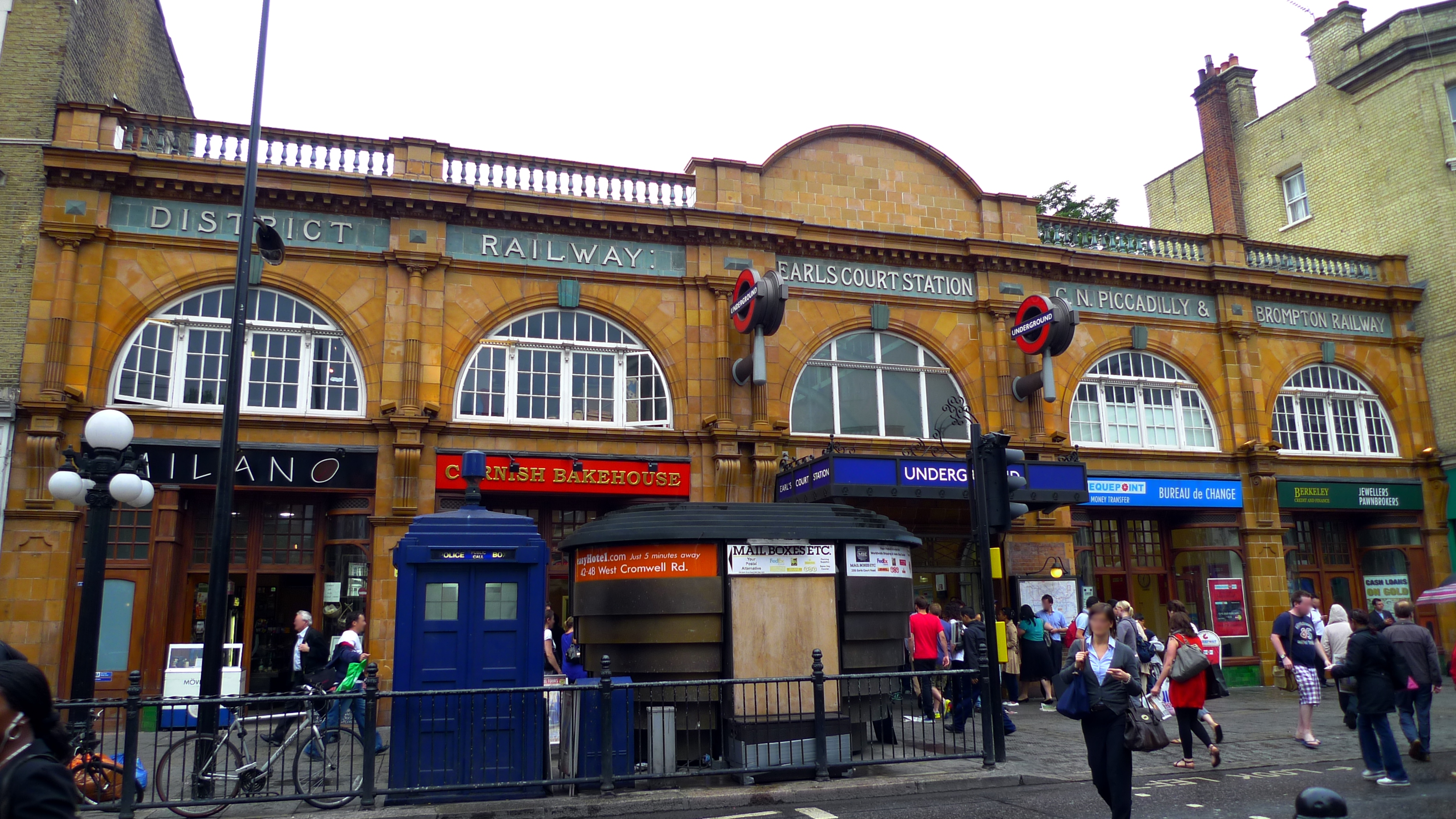
Het stationsgebouw uit 1915 aan Earls Court Road.
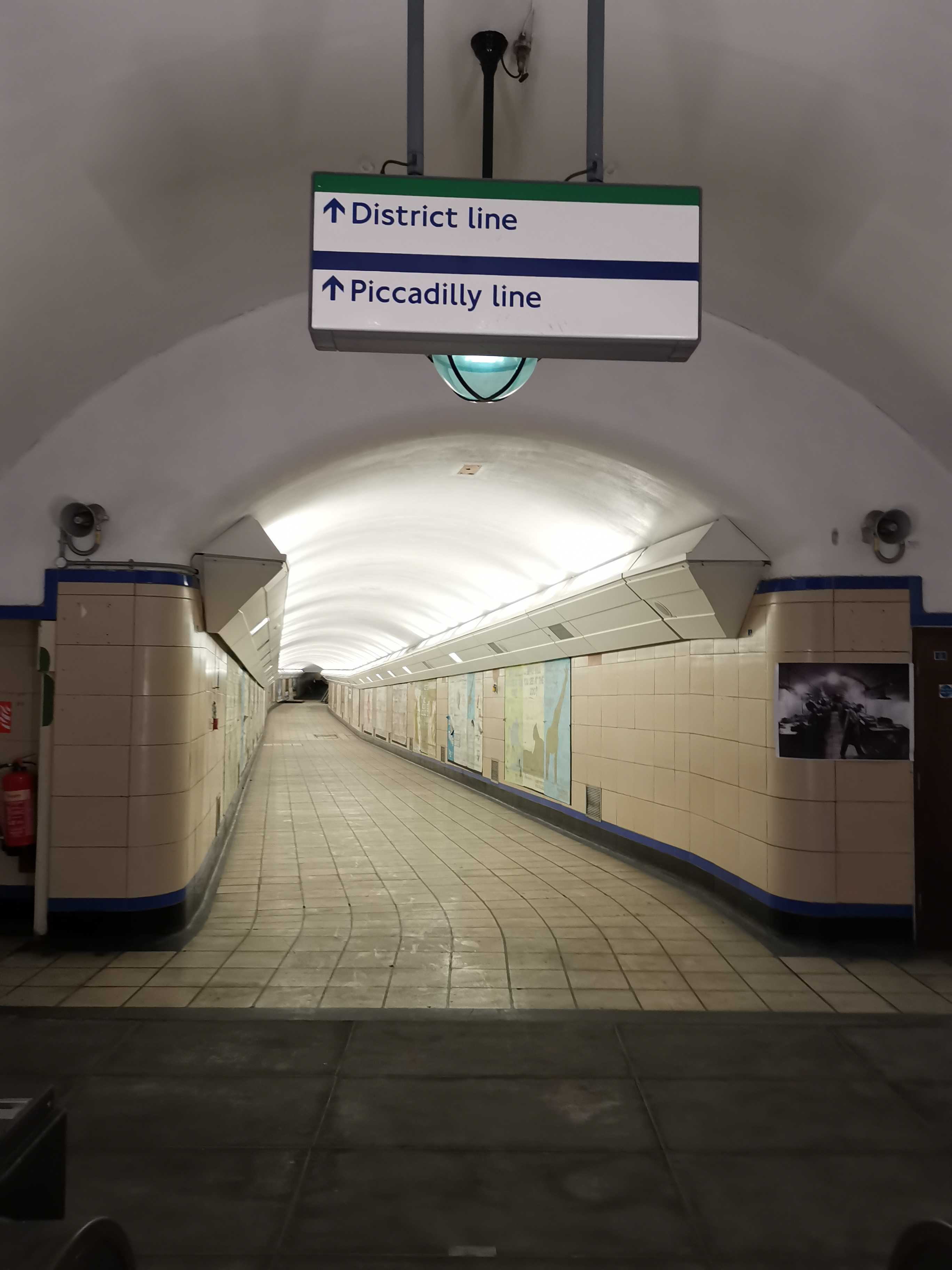
De tunnel tussen tentoonstelling en station gezien uit het westen.
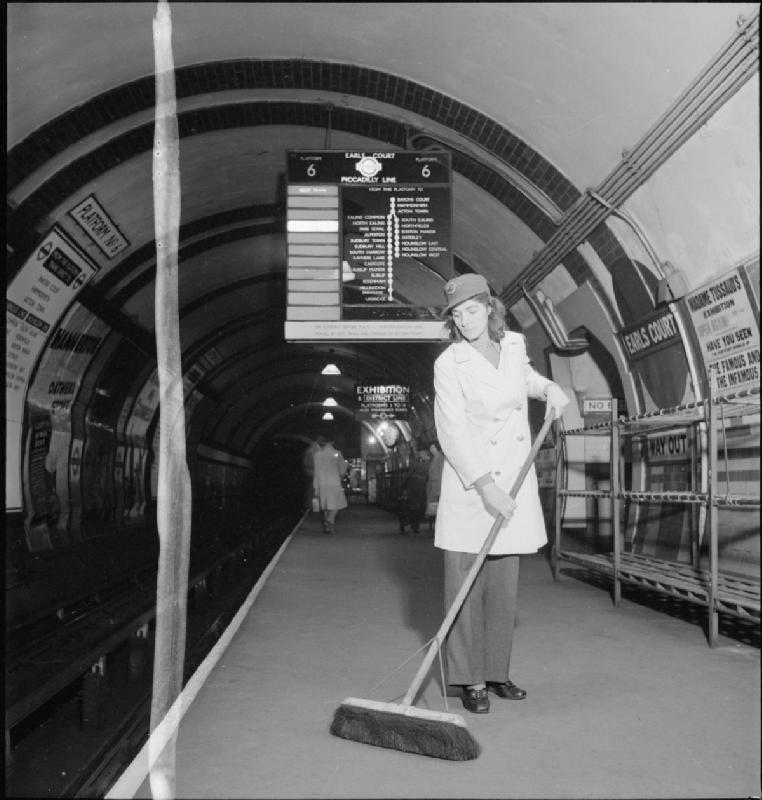
Een perron van de Piccadilly Line in 1942, met langs de perronwand ligplaatsen voor schuilende burgers.

### Underground Electric Railways Company of London
In 1900 werd gedurende zes maanden een experimentele dienst uitgevoerd toen elektrische treinen werden getest op het baanvak tussen Earl's Court en High Street Kensington. In 1901 werd gekozen voor wisselstroom maar in september 1901 kreeg de Amerikaanse investeerder Yerkes de meerderheid in de directie en in 1902 werd de District Railway door hem opgekocht. Yerkes bracht de lijn samen met drie lijnen in geboorde tunnels, die toen op stapel stonden ten noorden van de Theems, onder in de Underground Electric Railways Company of London (UERL). De UERL koos voor gelijkstroom met derde rail en de Metropolitan Line ging hier in mee. In 1903 werd het eerste geëlektrificeerde deel van de DR geopend, op 1 juli 1905 begonnen de elektrische diensten via Earl's Court.
De UERL had in november 1902 toestemming voor de aanleg van de Great Northern, Piccadilly and Brompton Railway (GNP&BR), een van de drie door Yerkes gekochte projecten, gekregen. UERL was vooruitlopend op de toestemming voor de tunnel ten oosten van Piccadilly Circus al in juli begonnen met de aanleg. Het initiële traject tussen Finsbury Park en Hammersmith, met perrons bij Earl's Court, werd op 15 december 1906 geopend. In tegenstelling tot Gloucester Road en South Kensington, de andere stations die door zowel de DR als de GNP&BR worden bediend, was het bij Earl's Court niet nodig om een apart stationsgebouw voor de GNP&BR te bouwen maar werden reizigerstunnels onder de perrons gebouwd. Er werd wel een extra ingang gebouwd aan Warwick Road aan de kant van het tentoonstellingsterrein.
Op 1 januari 1909 werd Earl's Court het eindpunt van de Outer Circle toen deze tussen Earl's Court en Mansion House werd gestaakt. De Outer Circle werd toen onderhouden door de rechtsopvolger van de NLR, de London and North Western Railway.
Op 4 oktober 1911 had het station de primeur van roltrappen op het Londens metronet. Ze werden aangeprezen als "volledig gemaakt van vuurvast materiaal", in tegenstelling tot de liften, kon men erop roken. De roltrappen verbonden de GNP&BR perrons met nieuwe reizigerstunnels onder de sporen van de DR. "Bumper" Harris, een eenbenige ingenieur, ging op 4 oktober 1911 op de roltrappen op en neer om de reizigers van de veiligheid te overtuigen. In 1915 werd een nieuw stationsgebouw aan Earl's Court Road geopend dat was ontworpen door Harry Ford. Hij bouwde een gebouw om het bestaande station uit rood-bruine stenen, het geheel is duidelijk geïnspireerd door het werk van zijn voorganger, Leslie Green, die voor de Eerste Wereldoorlog huisarchitect was van UERL.

### London Transport
In 1933 werd het OV in Londen genationaliseerd in de London Passenger Transport Board, kortweg London Transport, dat de lijnen de gelijkvormige uitgang Line gaf. Zodoende werd de District Railway District Line en de GNP&BR Piccadilly Line. In 1936 werden de roltrappen vervangen door de, inmiddels standaard, roltrappen met geribbelde treden die op meerdere stations van de underground waren geplaatst. Ze bleven tot in de 21e eeuw in gebruik, zij het dat de houten bekleding is verwijderd vanwege brandvoorschriften.
In 1937 werd op het tentoonstellingsterrein het Earls Court Exhibition Centre geopend en de ingang van Warwick Road werd tussen 1936 en 1937 herbouwd in de moderne baksteen- en glasstijl die toen door London Underground werd gebruikt, hoewel de originele gevel uit 1905 behouden beleef.
De schade aan de West London Line door bombardementen tijdens de Tweede Wereldoorlog leidde ertoe dat op 2 oktober 1940 de pendeldienst tussen Earl's Court en Willesden Junction werd gestaakt. De tussenverdieping van het station werd tijdens de oorlog gebruikt als fabriek voor torpedo-periscopen. Op 19 december 1946 werd de boog naar Kensington (Olympia) heropend zij het dat dit tot 1986 alleen gold tijdens tentoonstellingen.
De naam van het station wordt sinds 1951 met een apostrof geschreven, in tegenstelling tot de naam van de wijk.
In 1970 kreeg de ingang aan de Warwick Road een ronde glazen bovenbouw en in 1984 werd het station op de monumentenlijst geplaatst. De inschrijving noemde het van architectonisch en historisch belang en omvat ook de treinloods uit 1878 en de verbouwingen uit 1906 en 1937.
Sinds december 2011 rijdt de dienst van en naar Kensington (Olympia) alleen nog in de vroege ochtend en tijdens tentoonstellingen.
In 2019 bleek uit een rapport dat Earl's Court een van de meest vervuilde stations in Londen was. De niveaus van stikstofdioxide in het stationscomplex benaderden de 129,5 g/m3 meer dan driemaal de aanbevolen objectieve limiet van 40 μg/m3. Hiermee was de vervuiling groter dan bij Strand in de City of Westminster.

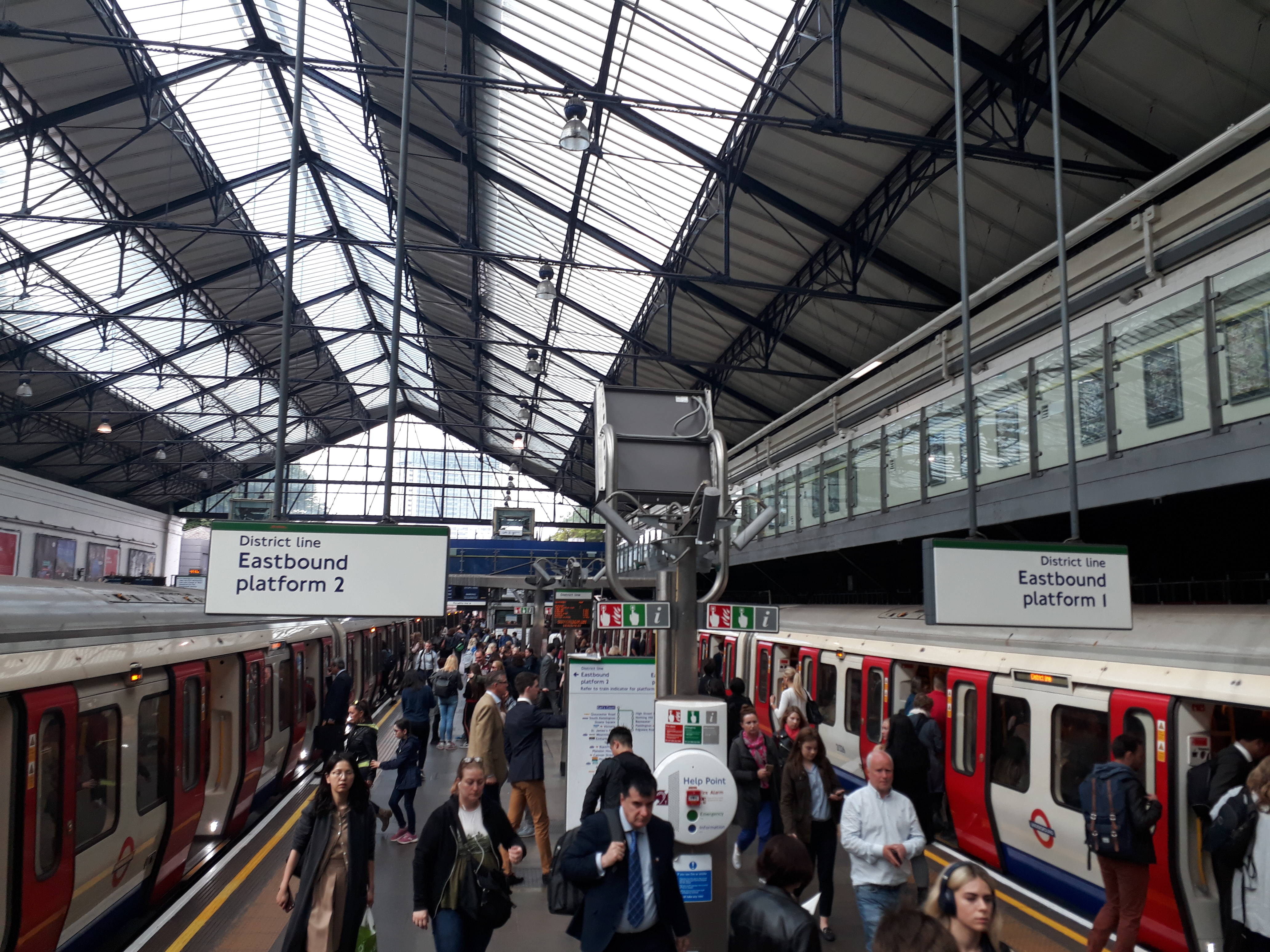
Het noordelijke perron met rechts het balkon voor rolstoelgebruikers.
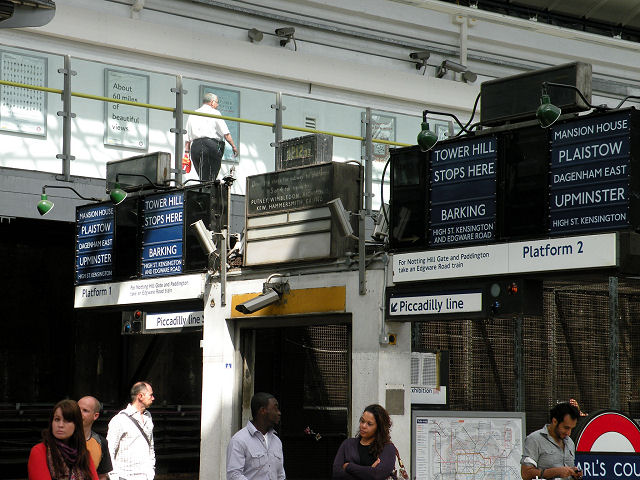
Klassieke richtingsborden boven het perron.
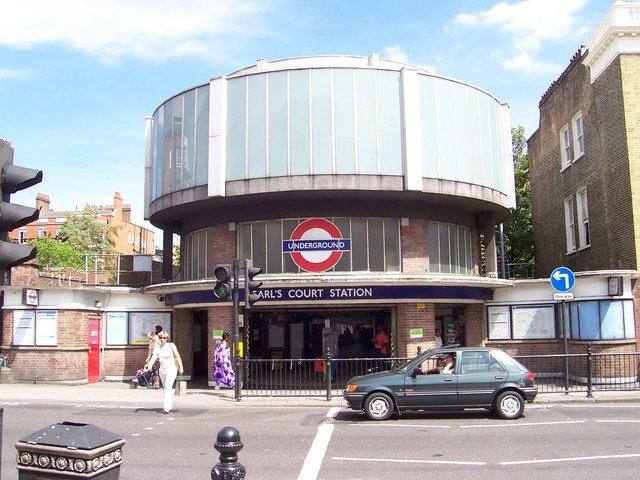
De ingang aan Warwick Road met de glazen bovenbouw.

## Ligging en inrichting
Het metrostation is een belangrijk knooppunt voor de District Line en Piccadilly Line bij de Earl's Court Village en Earl's Court Gardens. Het station heeft een oostelijke ingang aan Earl's Court Road en een westelijke ingang aan Warwick Road. Vanaf het tentoonstellingsterrein konden reizigers via een stationshal en een tunnel rechtstreeks naar de reizigerstunnels onder de sporen van de District Line. Rond het station ligt een beperkt aantal winkels en verschillende woonwijken, zoals Nevern Square en Philbeach Gardens. Het is de dichtstbijzijnde halte voor bij het Bupa Cromwell Hospital.
Het station onderging in 2005 ingrijpende renovatiewerkzaamheden waarbij de perrons van de District Line extra liften voor gehandicapten kregen. Aanvankelijk hadden ze last van storingen wat leidde tot een onderzoek van de apparatuur door Transport for London. In december 2006 werd begonnen met de reparatie van het dak als onderdeel van een restauratieprogramma van £ 10 miljard. In 2009 kreeg de reconstructie van het dak boven de perrons van het station een certificaat van verdienste voor de kwaliteit van het uitgevoerde werk bij de National Railway Heritage Awards 2009.
Het station kent twee perronniveaus, het eerste omvat de sporen 1 t/m 4 op 6 meter onder het maaiveld dat wordt gebruikt door de District Line, het tweede, met de sporen 5 en 6, is gebouwd als dubbelgewelfdstation op 21 meter diepte aan de Piccadilly Line. De liften staan in het midden van de bovengrondse perrons en zijn met de ingangen verbonden via een balkon langs de noordzijde van de perronhal. De sporen 1 en 2 worden gebruikt door de District Line in oostelijke richting, de sporen 3 en 4 voor de drie takken aan de westkant van het station.
Sinds de jaren zestig van de 20e eeuw is de verkeersleiding van de Piccadilly en District Line gevestigd op het station. De meeste knooppunten en keerpunten langs het netwerk worden automatisch aangestuurd. In verband met de monumentenstatus hangen boven de perrons nog de klassieke "volgende trein" borden, met permanent de verschillende bestemmingen, waarbij bij die van de actuele metro met een verlichte pijl wordt aangewezen.

## Fotoarchief
- London Transport Museum Photographic Archive[dode link]
  - De plek van het toekomstige station Earl's Court tijdens de bouw van de lijn naar West Brompton in 1867. Het glazen dak van Gloucester Road is zichtbaar in de verte.
  - De nieuwbouw in 1878
  - De perrons in 1896
  - De ingang aan Warwick Road in 1927
  - De ingang aan Warwick Road in 1937
  - Blik op het station vanaf de tentoonstellingshal in 1937
  - De ingang aan Earls Court Road in 1959
- British History Online — De ingang aan Warwick Road in 1907